# 貝胡馬市

10°10′22″N 68°15′32″W / 10.17278°N 68.25889°W
貝胡馬市（西班牙語：Municipio Bejuma），是委內瑞拉的一個市，位於該國北部卡拉波波州，首府設於貝胡馬，面積469平方公里，2012年人口46,345，人口密度為每平方公里99人。